# Hypsiboas bischoffi
Hypsiboas bischoffi är en groddjursart som först beskrevs av George Albert Boulenger 1887.  Hypsiboas bischoffi ingår i släktet Hypsiboas och familjen lövgrodor. IUCN kategoriserar arten globalt som livskraftig. Inga underarter finns listade i Catalogue of Life.